# Nicola Beauman
Nicola Beauman  (geboren als Nicola Mann am 20. Juni 1944 in London) ist eine britische Verlegerin und Autorin.

## Leben
Nicola Manns Eltern, Friedrich Alexander Mann und Eleonore Ehrlich (1907–1980), waren Juristen jüdischer Herkunft, die nach der Machtergreifung der Nationalsozialisten 1933 nach England emigrierten. Das Ehepaar bekam drei Kinder, Richard David (* 1935), Jessica (1937–2018) und Nicola. 
Nicola Mann wuchs in London auf. Sie studierte Englisch am Newnham College in Cambridge. Mann war zunächst mit dem Architekten Nicholas Lacey verheiratet, 1983 heiratete sie den Ökonomen Christopher Beauman. Sie hat fünf zwischen 1968 und 1985 geborene Kinder, darunter den 1985 geborenen Ned Beauman, der 2010 seinen ersten Roman veröffentlichte, und den 1973 geborenen William Lacey, der von 2010 bis 2013 als Erster Kapellmeister in Leipzig tätig war.
Ihr durch die Kinderphase aufgeschobenes erstes Buchprojekt A Very Great Profession: The Woman’s Novel 1914-39 erschien 1983 bei Virago. Beauman schrieb Biografien über die englische Schriftstellerinnen  Cynthia Asquith und  Elizabeth Taylor und den Schriftsteller E. M. Forster. 2003 übersetzte sie unter dem Pseudonym Kate Phillips Anna Gmeyners Roman Manja neu aus dem Deutschen ins Englische.  
Beauman gründete 1998 den Verlag Persephone Books. In dem Verlag erscheinen vernachlässigte Romane, Tagebücher, Lyrikbände, Biografien, Kochbücher und Sachbücher, deren gemeinsames Merkmal es ist, dass sie alle dem Geschmack von Nicola Beauman entsprechen und sie alle in einem grauen Buchumschlag verlegt werden. Die Autoren sind vornehmlich weiblich, das erste Erscheinen der Bücher lag in der ersten Hälfte des Zwanzigsten Jahrhunderts. Das erste Buch war William – An Englishman von Cicely Hamilton, auf dem Buchmarkt erwies es sich als ein Flop. Der 21. Band des Verlags, Miss Pettigrew Lives For a Day von Winifred Watson, war hingegen ein Bestseller und wurde daher auch als Miss Pettigrews großer Tag verfilmt. Verfilmt für das Fernsehen wurde 2012 auch Frances Hodgson Burnetts Roman The Making of a Marchioness, nachdem das Buch aus dem Jahr 1901 bei Persephone herauskam. Von Dorothy Whipple sind acht Bände nachgedruckt worden, der Verlag hat bis 2014 mehr als einhundert Bücher nachgedruckt.

## Schriften
- The other Elizabeth Taylor. London : Persephone Books, 2009
- Anna Gmeyner: Manja : a novel about five children. Neuübersetzung ins Englische von Kate Phillips. Vorwort von Eva Ibbotson. London : Persephone, 2003
- Morgan : a biography of E.M. Forster. London : Hodder & Stoughton, 1993
- Cynthia Asquith. London : Hamish Hamilton, 1987
- A very great profession: the woman's novel 1914-39. London : Virago, 1983, ISBN 0860683044